# 肖永安
肖永安（1948年—），湖北麻城人，汉族，中华人民共和国政治人物、第十一届全国人民代表大会贵州地区代表。
毕业于中央党校培训班，是中共党员。1986年8月至1990年2月，任贵州省瓮安县委书记。1990年2月至1996年3月，任贵州省黔南州委副书记。1996年3月至2003年1月，任贵州省铜仁地委书记。2003年，任贵州省副省长。后改担任贵州省人大常委会副主任。2008年起担任全国人大代表。